# Barylestis manni
Barylestis manni is een spinnensoort uit de familie van de jachtkrabspinnen (Sparassidae). De wetenschappelijke naam van de soort werd voor het eerst geldig gepubliceerd in 1906 door Strand.

## Synoniemen
- Torania manni Strand, 1906